# NGC 5154
NGC 5154 (другие обозначения — UGC 8447, MCG 6-30-11, ZWG 190.11, KCPG 375B, PGC 47041) — спиральная галактика (Sc) в созвездии Гончие Псы.
Этот объект входит в число перечисленных в оригинальной редакции «Нового общего каталога».